# Collegio uninominale Sicilia - 03 (2017)
Il collegio elettorale uninominale Sicilia - 03 è stato un collegio elettorale uninominale della Repubblica Italiana per l'elezione del Senato tra il 2017 ed il 2022.

## Territorio
Come previsto dalla legge elettorale italiana del 2017, il collegio era stato definito tramite decreto legislativo all'interno della circoscrizione Sicilia.
Era formato dal territorio di 58 comuni: Alcamo, Alia, Altofonte, Balestrate, Baucina, Belmonte Mezzagno, Bisacquino, Bolognetta, Borgetto, Buseto Palizzolo, Calatafimi-Segesta, Campofelice di Fitalia, Campofiorito, Camporeale, Carini, Castellammare del Golfo, Castronovo di Sicilia, Cefalà Diana, Chiusa Sclafani, Ciminna, Cinisi, Contessa Entellina, Corleone, Custonaci, Erice, Favignana, Giardinello, Gibellina, Giuliana, Godrano, Lercara Friddi, Marineo, Marsala, Mezzojuso, Misilmeri, Monreale, Montelepre, Paceco, Palazzo Adriano, Partinico, Petrosino, Piana degli Albanesi, Prizzi, Roccamena, Roccapalumba, Salemi, San Cipirello, San Giuseppe Jato, San Vito Lo Capo, Santa Cristina Gela, Terrasini, Trapani, Trappeto, Valderice, Ventimiglia di Sicilia, Vicari, Villafrati e Vita.
Il collegio era quindi compreso tra la città metropolitana di Palermo e la provincia di Trapani.
Il collegio era parte del collegio plurinominale Sicilia - 01.

## Eletti
| Elezione | Elezione | Senatore          | Partito            |
| -------- | -------- | ----------------- | ------------------ |
|          | 2018     | Francesco Mollame | Movimento 5 Stelle |
|          | 2021     | Francesco Mollame | Indipendente       |
|          | 2021     | Francesco Mollame | Lega               |

## Dati elettorali

### XVIII legislatura
Come previsto dalla legge elettorale, 116 senatori erano eletti con sistema a maggioranza relativa in altrettanti collegi uninominali a turno unico.
| Candidati              | Candidati                   | Voti    | %     | Liste                    | Voti    | %     |
| ---------------------- | --------------------------- | ------- | ----- | ------------------------ | ------- | ----- |
|                        | Francesco Mollame ✔️ Eletto | 130 699 | 48,02 | Movimento 5 Stelle       | 130 699 | 48,02 |
|                        | Antonino Scilla             | 92 887  | 34,13 | Forza Italia             | 60 735  | 22,31 |
| Lega                   | Antonino Scilla             | 92 887  | 34,13 | 14 398                   | 5,29    |       |
| Fratelli d'Italia      | Antonino Scilla             | 92 887  | 34,13 | 9 159                    | 3,37    |       |
| Noi con l'Italia - UDC | Antonino Scilla             | 92 887  | 34,13 | 8 595                    | 3,16    |       |
|                        | Paolo Ruggirello            | 32 334  | 11,88 | Partito Democratico      | 28 474  | 10,46 |
| +Europa                | Paolo Ruggirello            | 32 334  | 11,88 | 2 251                    | 0,83    |       |
| Italia Europa Insieme  | Paolo Ruggirello            | 32 334  | 11,88 | 1 056                    | 0,39    |       |
| Civica Popolare        | Paolo Ruggirello            | 32 334  | 11,88 | 553                      | 0,20    |       |
|                        | Maria Leonarda Maggio       | 7 123   | 2,62  | Liberi e Uguali          | 7 123   | 2,62  |
|                        | Salvatore Guastella         | 4 256   | 1,56  | Il Popolo della Famiglia | 4 256   | 1,56  |
|                        | Antonino Currò              | 1 858   | 0,68  | Italia agli Italiani     | 1 858   | 0,68  |
|                        | Giuseppe Ficarra            | 1 491   | 0,55  | Potere al Popolo!        | 1 491   | 0,55  |
|                        | Maurizio Ruggiero           | 1 014   | 0,37  | CasaPound                | 1 014   | 0,37  |
|                        | Caterina Giordano           | 319     | 0,12  | Partito Valore Umano     | 319     | 0,12  |
|                        | Elvira Foti                 | 201     | 0,07  | PRI - ALA                | 201     | 0,07  |
| Totale                 | Totale                      | 272 182 | 100   |                          | 272 182 | 100   |
|                        |                             |         |       |                          |         |       |
| Voti non validi        | Voti non validi             | 12 250  | 4,31  |                          |         |       |
| Votanti                | Votanti                     | 284 432 | 62,92 |                          |         |       |
| Elettori               | Elettori                    | 452 032 |       |                          |         |       |